# Tucupido (Guárico)
Tucupido ist eine Stadt in Venezuela, Verwaltungssitz des Bezirks José Félix Ribas im Bundesstaat Guárico. Die Stadt hat eine Bevölkerung von etwa 55.000 Einwohnern.

## Geschichte
Tucupido wurde als Indianerdorf Santo Thomás Apóstol de Tucupío im Jahre 1760 von fray Anselmo Isidro de Ardales gegründet. Die Indianer der Mission waren Cumanagotos und Palenques. Am 6. März 1783 besuchte der Bischoff Mariano Martí die Mission und fand dort schon 105 Häuser für 483 Hektar.
In Tucupido und Umgebung fanden mehrere Schlachten des Unabhängigkeitskriegs Venezuelas. Dort fiel u. a. der venezolanische Unabhängigkeitsheld José Félix Ribas am 31. Januar 1815.

## Wirtschaft
Die Käseherstellung und Schweinezucht haben eine wichtige Rolle in der lokalen Wirtschaft.